# The Ring Magazine

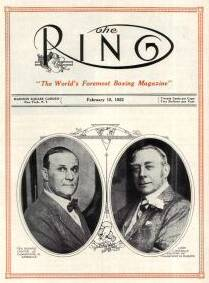
Omslaget till det första numret av The Ring

The Ring Magazine, ofta bara kallad The Ring, är en berömd amerikansk boxningstidskrift, grundad av Nat Fleischer 1922. The Ring som ges ut en gång i månaden har mycket högt anseende i boxningsvärlden och kallas ibland för "boxningens bibel". Genom åren har tidningen övervakat alla stora boxningsmatcher och avslöjat diverse skandaler i boxningsvärlden. Alla stora boxningsmästare (oavsett viktklass) har åtminstone någon gång prytt tidningens omslag.
The Rings höga anseende sträcker sig långt tillbaka i tiden. Grundaren Nat Fleischer var chefredaktör ända fram tills sin död 1972 och ansågs under sin livstid vara den främste boxningskännaren i världen. 1928 började The Ring dela ut utmärkelsen årets boxare vilket man fortfarande gör. Priset är mycket eftertraktat hos alla boxare.
I den allt mer kaotiska organisationen av den professionella boxningen utser The Ring "sin" världsmästare i respektive viktklass och som enligt dem är den "riktige" världsmästaren. Deras mästare brukar i regel accepteras som den "verklige" mästaren av boxningsfans. Vad gäller alla konkurrerande boxningsförbund räknar The Ring bara de tre stora förbunden (WBC, WBA och IBF) som VM-titlar.
The Ring ges ut av London Publications som även publicerar "systertidningarna" World Boxing och K.O Magazine.